# Мороз, Владимир Викентьевич
Владимир Викентьевич Мороз (11 июня 1953, г. Коссово, Ивацевичский район, Брестская область) ― белорусский кинорежиссёр
, писатель
 и сценарист, поэт.

## Биография
Закончил архитектурный факультет Белорусского политехнического института (1975) и Литературный институт имени А. М. Горького в Москве (1983), архитектор ПТО «Интеграл», в институте «Минскпроект».
В кинематографии с 1981 года: старший редактор Госкино БССР, ведущий редактор студии «Летопись» киностудии «Беларусьфильм» (1988―1998). В 1998―2004 заместитель главного редактора белорусского журнала «Бярозка». Ведущий редактор документального кино Национальной киностудии «Беларусьфильм», с 2015 года директор студии документального кино «Летопись».

## Творчество
И писательские, и кинематографические работы посвящены в основном Беларуси.
Автор поэтических сборников «Нежное прикосновение», «Голос», «Рей», «Хуторская звезда», «Благодать»,"Крыжы на ростанях", «Шляхцянка восень», книг прозы и эссе «Белорусский храм», «Минск древний и молодой», «Минск. Верхний город», «За вратами забытых мелодий», «Могилёв» и других.
Режиссёр документальных фильмов «И пусть нам вечным памятником будет», «Нефтяная жемчужина Беларуси», «Лазер Алфёрова», «Мифологемы Родина», «Беларусьфильм 2010» (2006—2010).
Автор сценариев (1984―2010) 60 документальных фильмов, среди которых «Воссоединение», «К доброму научению…», «Кирилл Туровский», «Размышление у палитры», «Иван Носович», «Филомат Томаш Зан», «Беларусь, праздник православия», «Беларусь — моя родина», «Лев Сапега, канцлер», «Эхо вооруженного восстания», «Братья Ермоловичи», «Воспоминание о Миколе Равенском», «За вратами забытых мелодий», «Крест у дороги», «Сымон Будный. Поэма», «Крево», «Городу и миру», «Звезда Афанасия», «Смоленье кабана», «Воспоминания об утраченном рае», «Дворец республики», «Колокола благовеста», «Малофеев. 20 лет спустя», «Минск, моя столица», «Воспоминание о подвиге», «Прекрасное далеко», «Пока земля держится», «Под крылом ангела», «Чернобыльский крест», «Сокровищница слова», «Здравствуй, Беларусь!», «Леонид Левин. Война и любовь», «Главный банкир», «Песняр с нарочанского края», «Отец Сергий», «Белорусский крест», «Галерея», «Знаки судьбы. Виктор Казько», «Иван Мележ. Туманы над топью», «Коссово», «Мир Короткевича» и других.

## Награды
Фильм «Воспоминания о Миколе Равенском» отмечен Государственной премией Республики Беларусь (1994).
Награждён Почетной грамотой (1994) и нагрудным знаком Министерства культуры Республики Беларусь «За вклад в развитие культуры Беларуси» (2009), медалью Союза белорусских кинематографистов «За исключительные заслуги в белорусском кинематографе» (2009).